# Stash
Stash es un álbum recopilatorio de la banda estadounidense de rock Phish que contiene canciones de sus álbumes de estudio de entre 1988 y 1995. Sólo se lanzó en Europa y actualmente está descatalogado. Se lanzó para promocionar la gira de la banda de 1996 en Europa, en la que además de conciertos propios hicieron de teloneros de Santana. 

## Lista de canciones
1. "Down with Disease" (Anastasio, Marshall) - 4:07
2. "If I Could" (Anastasio) - 4:09
3. "You Enjoy Myself" (Anastasio) - 9:50
4. "Fast Enough for You" (Anastasio, Marshall) - 4:51
5. "Scent of a Mule" (Gordon) - 4:02
6. "Split Open and Melt" (Anastasio) - 4:42
7. "Maze" (Anastasio, Marshall) - 8:13
8. "Sample in a Jar" (Anastasio, Marshall) - 4:41
9. "Bouncing Around the Room" (Anastasio, Marshall) - 3:55
10. "Stash" [Directo] (Anastasio, Marshall) - 12:31
11. "Gumbo" [Directo] (Anastasio, Fishman) - 5:15

## Personal
Phish
Trey Anastasio - guitarra, voz
Page McConnell - teclados, voz
Mike Gordon - bajo, voz
Jon Fishman - batería, voz